# Deviški stolp
Deviški stolp (turško Kız Kulesi), od srednjeveškega bizantinskega obdobja znan tudi kot Leandrov stolp, je stolp na majhnem otočku na južnem vhodu Bosporskega preliva, 200 m od obale Üsküdarja v Carigradu v Turčiji.

## Zgodovina
Po pomorski zmagi pri Kiziku je antični atenski general Alkibiad na majhni skali pred Hrisopolisom (današnji Üsküdar) verjetno zgradil postajo po meri za ladje, ki so prihajale iz Črnega morja. Leta 1110 je bizantinski cesar Aleksej I. Komnen zgradil lesen stolp, zaščiten s kamnitim zidom. Od stolpa se je železna veriga raztezala do drugega stolpa, postavljenega na evropski obali, v četrti Mangana v Konstantinoplu. Otoček je bil nato z azijsko obalo povezan z obrambnim zidom, katerega podvodni ostanki so še vedno vidni. Med osmanskim osvajanjem Konstantinopla (danes Carigrad) leta 1453 je imel stolp bizantinsko posadko, ki ji je poveljeval Benečan Gabriele Trevisano. Kasneje, v času vladavine sultana Mehmeda Osvajalca, so osmanski Turki zgradbo uporabljali kot stražnico.
Stolp, ki so ga pogosto imenovali Leandrov stolp glede na legendo o Hero in Leandru (ki se je dogajala v ožini Dardanele, v antiki znani tudi kot Helespont), je bil med potresom leta 1509 uničen in leta 1721 požgan. Od takrat je bil uporabljen kot svetilnik, zidove pa so popravili v letih 1731 in 1734, dokler ga leta 1763 niso postavili iz kamna. Od leta 1829 je bil stolp uporabljen kot karantenska postaja, leta 1832 pa ga je obnovil sultan Mahmud II.. Leta 1945 so ga obnovile pristaniške oblasti, zadnja obnova pa se je začela leta 1998 za film o Jamesu Bondu The World Is Not Enough, okoli starodavnega stolpa pa so bile po potresu 17. avgusta 1999 preventivno dodane jeklene podpore.
Notranjost stolpa je preurejena v kavarno in restavracijo s pogledom na nekdanjo rimsko, bizantinsko in osmansko prestolnico. Zasebni čolni se na stolp odpravijo večkrat na dan.

## Legenda
O gradnji stolpa in njegovi lokaciji obstaja veliko legend. Po neki legendi je imel cesar zelo ljubljeno hčerko in nekega dne je orakelj napovedal, da jo bo na njen 18. rojstni dan ubila strupena kača. V prizadevanju, da bi preprečil zgodnjo smrt svoje hčere, tako da jo je postavil stran od kopnega, da bi jo oddaljil od kač, je dal sredi Bosporja postaviti stolp, da bi zaščitil svojo hčerko do njenega 18. rojstnega dne. Princesa je bila postavljena v stolp, kjer jo je pogosto obiskal le njen oče. Na 18. rojstni dan princese ji je cesar kot rojstnodnevno darilo prinesel košaro eksotičnih razkošnih sadežev, navdušen, da je lahko preprečil prerokbo. Ko je segel v koš, je kača, ki se je skrivala med sadjem, ugriznila mlado princeso in je umrla v očetovem naročju, tako kot je napovedal orakelj, od tod tudi ime Deviški stolp.
Starejše ime Leandrov stolp izhaja iz priljubljene ljubezenske legende o Hero in Leandru, verjetno aleksandrijskega izvora in je znana iz Vergilijevih Georgik, Ovidijevih Heroid in epilija grškega slovničarja in pesnika Muzaja (verjetno 5. stoletje).
Hero je bila Afroditina svečenica, ki je živela v stolpu v Sestu, na robu Helesponta. Leander, mladenič iz Abida na drugi strani ožine, se je zaljubil vanjo in je vsako noč plaval čez Helespont, da bi bil z njo. Hero je vsako noč prižgala svetilko na vrhu stolpa, da bi ga vodila. Podlegla Leanderjevim blagim besedam in njegovemu argumentu, da bo Afrodita kot boginja ljubezni prezirala čaščenje device, mu je Hero dovolila, da se je ljubil z njo. Ta rutina je trajala skozi toplo poletje. Toda neke nevihtne zimske noči so valovi premetavali Leandra in vetrovi ugasnili svetilko; Leander se je izgubil in se utopil. Hero se je v žalosti vrgla s stolpa in tudi umrla.

## Stolp danes
Danes je v prvem nadstropju restavracija, na vrhu stolpa pa kavarna.
Stolp je bil upodobljen na hrbtni strani turških bankovcev za 10 lir v letih 1966–1981. 

## V popularni kulturi
- Stolp je bil predstavljen v filmu o Jamesu Bondu The World Is Not Enough. V ozadju je bil viden tudi v filmu o Bondu Iz Rusije z ljubeznijo iz leta 1963.
- Stolp je bil predstavljen v filmu Hitman (2007).[8]
- Stolp je bil točka ameriškega resničnostnega šova The Amazing Race 7.
- Stolp je veliko nastopal v turški dramski oddaji Kurtlar Vadisi.
- Stolp je bil predstavljen v igri Assassin's Creed: Revelations, kjer je lokacija enega ključa Masjaf, ki ga mora igralni lik zbrati za dokončanje igre.
- Stolp je bil viden v logotipu neuspešne ponudbe Carigrada za poletne olimpijske igre 2020.[9]
- Stolp je nastopal v turški dramski oddaji Erkenci Kus.